# Magnus von Essen

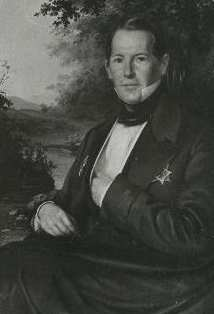
Magnus von Essen

Heinrich Magnus Wilhelm von Essen  (russisch Максим Максимович Эссен; * 16. Septemberjul. / 27. September 1796greg. in Malla; † 14. Septemberjul. / 26. September 1869greg. in Borckholm) war ein russischer Zivilgouverneur von Livland.

## Leben

### Herkunft und Familie
Magnus war ein Angehöriger der 1643 in den schwedischen Adelsstand nobilitierten estländischen Familie von Essen.
Seine Eltern waren der russische Zivilgouverneur von Estland, Otto Wilhelm von Essen (1761–1834), und Gertrude Margarethe Staël von Holstein (1764–1828).
Er vermählte sich 1823 mit Elise Guillemot de Villebois aus dem Hause Kurrista (1805–1891). Aus der Ehe ging eine Tochter Stephanie (1834–1910) hervor, welche sich 1858 mit Otto von Rennenkampf († 1881) vermählte und diesem die väterlichen Erbgüter zutrug.

### Werdegang
Magnus von Essen stieg zunächst in der Kaiserlich Russischen Armee bis zum Rittmeister der Garde zu Pferde auf. Er war Hakenrichter sowie von 1845 bis 1847 estländischer Ritterschaftshauptmann. Von 1847 bis 1862 war er Zivilgouverneur von Livland. Er war zudem Geheimrat und Kammerherr.
Von Essen war Pfandbesitzer (seit 1835), schließlich Besitzer von Schloss Borkholm sowie der estländischen Landgüter Sall, Tammik und Moisama.